# Ben 10/Generator Rex: Heroes United
Ben 10/Generator Rex: Heroes United (no Brasil, Ben 10/Mutante Rex: Heróis Unidos) é um episódio de crossover que liga as séries Ben 10: Supremacia Alienígena e Mutante Rex. Embora o especial faça parte de Ben 10: Supremacia Alienígena, ele é contado como uma parte do ciclo de produção de Mutante Rex. "Heroes United" foi ao ar em 25 de novembro de 2011. Como um evento especial, "Heroes United" foi ao ar na New York Comic Con 2011. A estreia no Brasil foi em 5 de fevereiro de 2012.

## Produção
"Heroes United" faz parte de ambas as séries, Ben 10: Supremacia Alienígena e Mutante Rex. O especial não faz parte do ciclo de produção de Ben 10: Supremacia Alienígena, apenas de Mutante Rex, principalmente porque "Heroes United" faz parte do universo ficcional de Rex. Personagens principais de Supremacia Alienígena, Gwen Tennyson e Kevin Levin não aparecem, apenas em um flashback sobre a história Ben, mas sem falas.